# Burgstall (Dinkelsbühl)
Burgstall ([ˈbʊʁkˌʃtal] ) ist ein Gemeindeteil der Großen Kreisstadt Dinkelsbühl im Landkreis Ansbach (Mittelfranken, Bayern). Burgstall liegt in der Gemarkung Waldhäuslein.

## Geografie
Das Dorf liegt rund drei Kilometer nordwestlich der Kernstadt auf der oberen Hangkante des Wörnitztales und ist von Acker- und Grünland mit vereinzeltem Baumbestand umgeben. Im Nordwesten wird die Flur Biberklinge genannt, im Südwesten Rohrfeld. Unmittelbar südlich des Orts entspringt der Feldgraben, der 0,75 km südöstlich als linker Zufluss in den Heiligbach mündet, der wiederum ein rechter Zufluss der Wörnitz ist. 0,5 km nordwestlich von Burgstall steht eine Eiche, die als Naturdenkmal ausgezeichnet ist.
Gemeindeverbindungsstraßen führen nach Oberradach (1,5 km westlich), nach Waldhäuslein (1,6 km nordwestlich), nach Pulvermühle (1,1 km nördlich) und nach Seidelsdorf zur Staatsstraße 2218 (1,4 km südlich). Ein Anliegerweg führt zum Rothhof (0,2 km südwestlich).

## Geschichte
Die Fraisch über Burgstall war strittig zwischen dem ansbachischen Oberamt Feuchtwangen, dem oettingen-spielbergischen Oberamt Dürrwangen und der Reichsstadt Dinkelsbühl. Die Dorf- und Gemeindeherrschaft hatte die Reichsstadt Dinkelsbühl.
1732 gab es 10 Anwesen und 1 Gemeindehirtenhaus. Grundherren waren das Vogtamt Schopfloch (1 Gut) und die Reichsstadt Dinkelsbühl (6 Halbhöfe, 3 Güter).
Gegen Ende des 18. Jahrhunderts gab es 9 Anwesen und 1 Gemeindehirtenhaus. Grundherren waren das Vogtamt Schopfloch (1 Gut) und die Reichsstadt Dinkelsbühl (evangelische Kirchenpflege: 1 Hof, 1 Gütlein; Karmelitenkloster: 1 Gut; Ratsamtspflege: 1 Gütlein; Spital: 3 Höfe; Stadtkammer: 1 Hofgut). Von 1797 bis 1808 unterstand der Ort dem Justiz- und Kammeramt Feuchtwangen.
Im Jahr 1809 wurde Burgstall infolge des Gemeindeedikts dem Steuerdistrikt und der Ruralgemeinde Weidelbach zugeordnet. Mit dem Zweiten Gemeindeedikt (1818) wurde der Ort in die neu gebildete Ruralgemeinde Waldhäuslein überwiesen. Am 1. Januar 1971 wurde diese im Zuge der Gebietsreform in Bayern nach Dinkelsbühl eingegliedert.

## Einwohnerentwicklung
| Jahr      | 001818 | 001840 | 001861 | 001871 | 001885 | 001900 | 001925 | 001950 | 001961 | 001970 | 001987 | 002015 |
| Einwohner | 74     | 81     | 90     | 80     | 76     | 75     | 89     | 95     | 60     | 65     | 50     | 48     |
| Häuser    | 14     | 13     |        |        | 14     | 14     | 13     | 13     | 12     |        | 11     |        |
| Quelle    | [ 13 ] | [ 14 ] | [ 15 ] | [ 16 ] | [ 17 ] | [ 18 ] | [ 19 ] | [ 20 ] | [ 21 ] | [ 22 ] | [ 23 ] | [ 1 ]  |

## Religion
Der Ort ist seit der Reformation evangelisch-lutherisch geprägt und bis heute nach St. Wendelin (Lehengütingen) gepfarrt. Die Katholiken sind nach St. Georg (Dinkelsbühl) gepfarrt.